# Richard Blendeman
Richard Blendeman (* 26. November 1921 in Stekene; † 29. März 2004 in Deurne (Noord-Brabant)) war ein belgischer Radrennfahrer und nationaler Meister im Radsport.

## Sportliche Laufbahn
Von 1942 bis 1953 war Blendeman als Berufsfahrer aktiv. 1941 wurde er (noch als Unabhängiger) nationaler Meister im Querfeldeinrennen vor Julien Douws. In jenem Jahr gewann er auch das Eintagesrennen um den Großen Preis von Nord-Flandern. 1943 wurde er Vize-Meister im Querfeldeinrennen.